# Charnay (Doubs)
Charnay település Franciaországban, Doubs megyében. Lakosainak száma 471 fő (2022. január 1.). Charnay Chenecey-Buillon, Palantine, Courcelles és Cessey községekkel határos.

## Népesség
A település népességének változása:
| Lakosok száma | 85   | 381  | 421  | 438  | 474  | 478  | 474  | 476  | 478  | 471  |
|               | 1968 | 1982 | 1990 | 2006 | 2013 | 2015 | 2017 | 2019 | 2020 | 2022 |